# Lgińsko
Lgińsko (Lgińsko Duże, Lgiń Duży) – jezioro polodowcowe położone w województwie lubuskim, w powiecie wschowskim.

## Charakterystyka
Akwen znajduje się 9 km na północ od Wschowy, na południowym krańcu Przemęckiego Parku Krajobrazowego. Jego nazwa pochodzi od pobliskiej miejscowości Lgiń.
Akwen ma urozmaiconą linię brzegową, z ryb dominują w nim leszcze.

## Dane morfometryczne
Jezioro ma 75,5 ha powierzchni, maks. głębokość  17 m, a średnia głębokość łowiska utrzymuje się na poziomie 7 m.